# Aristolochia bianorii
Aristolochia bianorii är en piprankeväxtart som beskrevs av Sennen & Pau. Aristolochia bianorii ingår i släktet piprankor, och familjen piprankeväxter. Inga underarter finns listade i Catalogue of Life.